# Командующий Королевскими военно-воздушными силами Канады
Командующий Королевскими военно-воздушными силами Канады (англ. Commander of the Royal Canadian Air Force, фр. Commandant de l'Aviation royale canadienne) — профессиональный глава Королевских военно-воздушных сил Канады. Является одновременно начальником штаба ВВС и служит в штаб-квартире Министерства национальной обороны в Оттаве, провинция Онтарио.

## История должности
При создании Канадских военно-воздушных сил в 1920 г. командующий ими офицер (коммодор авиации Тайли) носил звание командующего авиацией. С 1920 по 1922 гг. ревизором Канадских ВВС служил вице-маршал авиации сэр Уиллоуби Гуоткин, но официально командующим считался Тайли. Преемники Тайли не были офицерами авиации, поэтому носили лишь звание командующего. В 1922 г. ВВС стал управлять директор, и в 1924 г., когда Канадские ВВС получили приставку «Королевские», офицер, командующий ВВС, ещё именовался таким образом. С 1932 по 1938 гг. он уже именовался старшим офицером авиации. В конце 1938 г. ВВС стали независимы от Армии Канады, и должность их профессионального главы переименовали в начальника штаба ВВС по аналогии с классификацией и терминологией верховного командования британских и австралийских ВВС.
Должность начальника штаба ВВС существовала на протяжении Второй мировой и Холодной войн. Однако в 1964 году в рамках плана по объединению Канадских вооружённых сил она была упразднена, а управление авиационными частями было распределено между несколькими постами. Но в итоге в 1975 году такая расстановка была признана непрактичной и авиационные части Канадских вооружённых сил были переданы в Командование ВВС под руководство генерал-лейтенанта. В 1997 году Канадские вооружённые силы вернули старую должность, переименовав начальника командования ВВС в начальника штаба ВВС. Этот титул существовал до 2011 года. В 2011 году Авиационное командование переименовано в Королевские военно-воздушные силы Канады, а их командующий получил имя Командующий Королевскими военно-воздушными силами Канады.